# Luciano Cozzi
Luciano Cozzi (Milano, 9 settembre 1909 – Milano, 18 settembre 1996) è stato un tuffatore italiano.

## Biografia
Nato a Milano nel 1909, a 18 anni vinse il bronzo nella gara di trampolino 3 metri agli Europei di Bologna 1927, chiudendo con 154.14 punti, dietro al tedesco Ewald Riebschläger, oro, e allo svedese Edmund Lindmark, argento.
L'anno successivo prese parte ai Giochi olimpici di Amsterdam 1928 nella gara di trampolino, non riuscendo però a passare il suo raggruppamento ed accedere alla finale, terminando 4º su 8 (passavano i primi 3) con 129.14 punti.
Morì a Milano nel 1996, a 87 anni.

## Palmarès

### Campionati europei
- 1 medaglia:
  - 1 bronzo (Trampolino 3 metri a Bologna 1927)